# Oklánd község
Oklánd község (románul: Comuna Ocland) község Hargita megyében, Romániában. Központja Oklánd, beosztott falvai Homoródkarácsonyfalva, Homoródújfalu.

## Népessége
A 2011-es népszámlálás adatai alapján a község népessége 1293 fő volt.